# Rtyně v Podkrkonoší (železniční zastávka)
Rtyně v Podkrkonoší je železniční zastávka v severní části města Rtyně v Podkrkonoší v okrese Trutnov v Královéhradeckém kraji nedaleko řeky Úpy. Leží v km 33,078 neelektrizované jednokolejné trati Jaroměř–Trutnov. Ve městě se dále nachází železniční zastávka Rtyně v Podkrkonoší zastávka.

## Historie
Zastávka vznikla jako součást trati Jihoseveroněmecké spojovací dráhy (SNDVB), práce zajišťovala brněnská stavební firmy bratří Kleinů a Vojtěcha Lanny. 1. května 1859 byl uveden do provozu celý nový úsek trasy z Jaroměř do Malých Svatoňovic, odkud byla trať 1. srpna 1868 prodloužena dále přes Trutnov do Královce na hranici s Pruskem.
Po zestátnění SNDVB v roce 1908 pak obsluhovala stanici jedna společnost, Císařsko-královské státní dráhy (kkStB), po roce 1918 pak správu přebraly Československé státní dráhy.

## Popis
V zastávce je nástupiště o délce 129 metrů s nástupní hranou ve výšce 300 mm nad temenem kolejnice. Cestujícím slouží přístřešek. Přístup na nástupiště není bezbariérový.